# Евертурнео
Евертурнео (швед. Övertorneå, фін. Matarenki) — селище на півночі Швеції, у лені Норрботтен. Має статус міста. Адміністративний центр комуни Евертурнео. Лежить на шведсько-фінському кордоні, на правому березі річки Турнеельвен, навпроти фінського селища Юліторніо. Населення — 1917 осіб, площа — 2,69 км².

## Населення
| Рік             | 1960 | 1970 | 1980 | 1990 | 2000 | 2010 |
| --------------- | ---- | ---- | ---- | ---- | ---- | ---- |
| Населення, чол. | 1538 | 1674 | 2039 | 2132 | 2006 | 1917 |

## Історія
Перша згадка про населений пункт і парафію на місці сучасного Евертурнео припадає на 1482 рік, коли населений пункт називається Särkilax.
До загарбання Фінляндії Росією під час Російсько-шведської війни 1808—1809 років і проведення відповідно до Фредріксгамнського мирного договору шведсько-фінського кордону по річці Турнеельвен (фінською — Торніонйокі) у 1809 році, сучасні міста Евертурнео (Швеція) і Юліторніо (Фінляндія) були одним селом.
У першій половині 20 століття Евертурнео залишався невеличким селом. Новий етап його розвитку пов'язаний з відкриттям тут у грудні 1914 року залізничної станції «Евертурнео».

## Транспорт
Залізничну станцію відкрито 1914 року. Через річку Турнеельвен в районі міст Евертурнео і Юліторніо 1965 року було прокладено автомобільний міст.

## Галерея

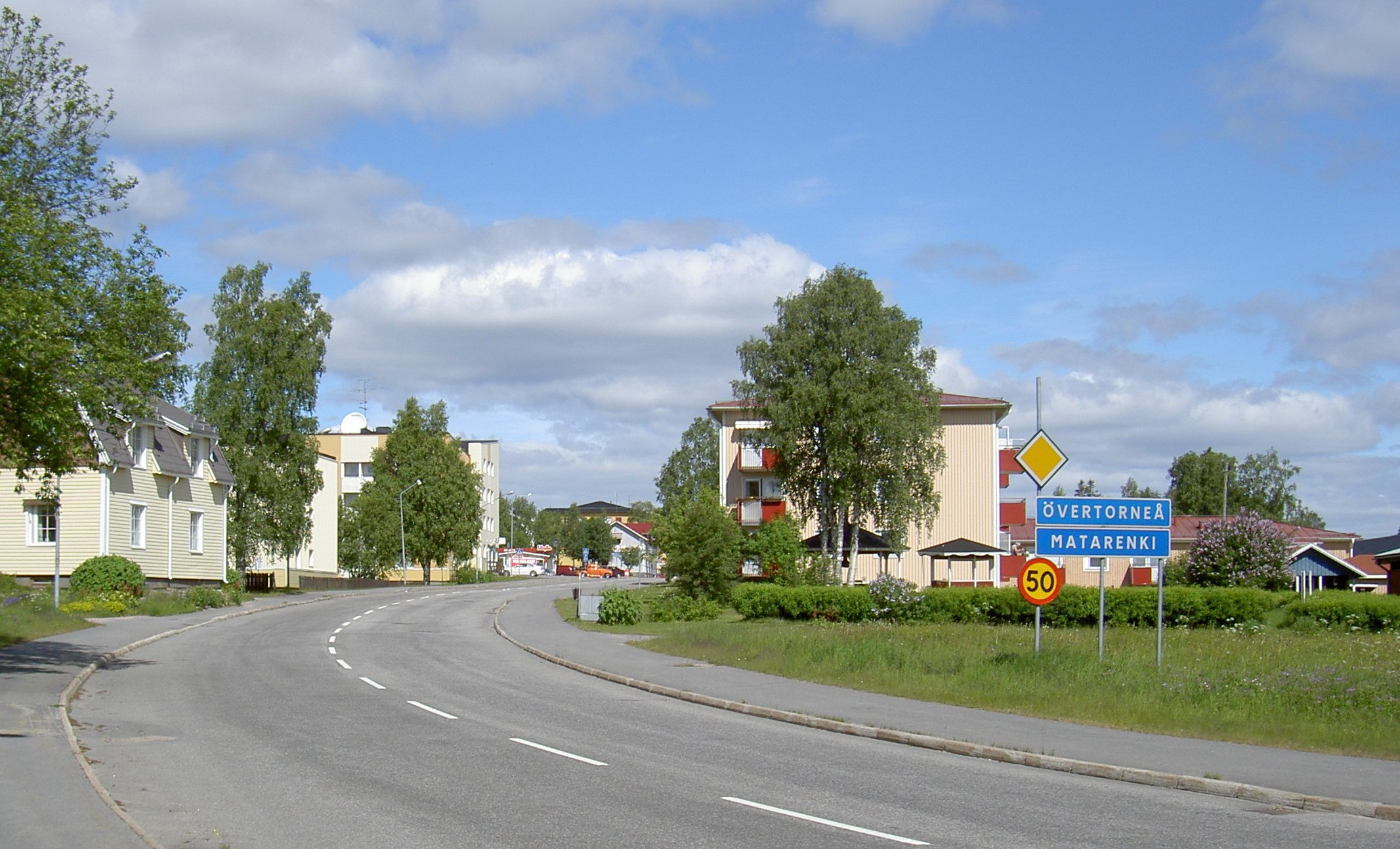
В'їзд у місто зі східного боку.
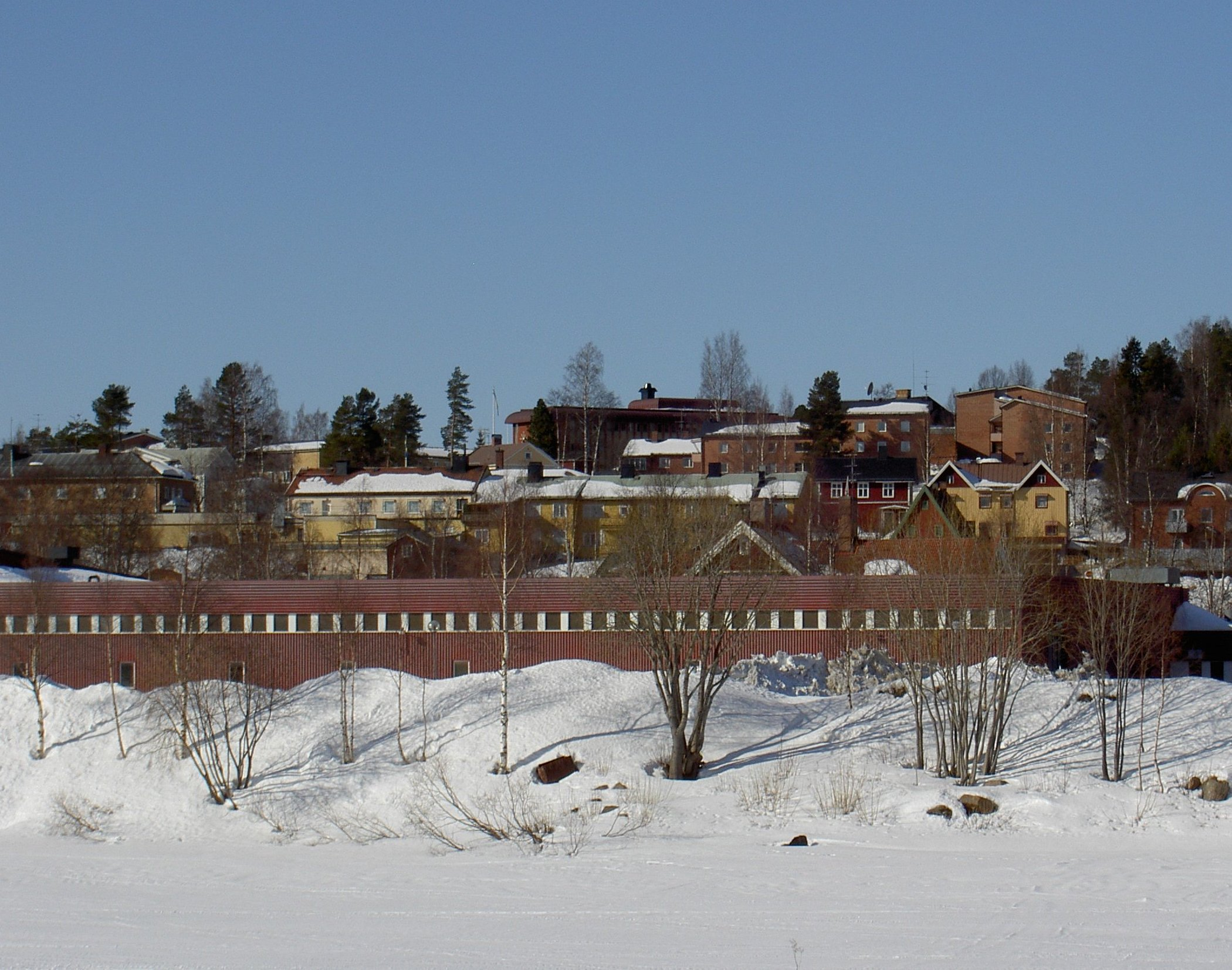
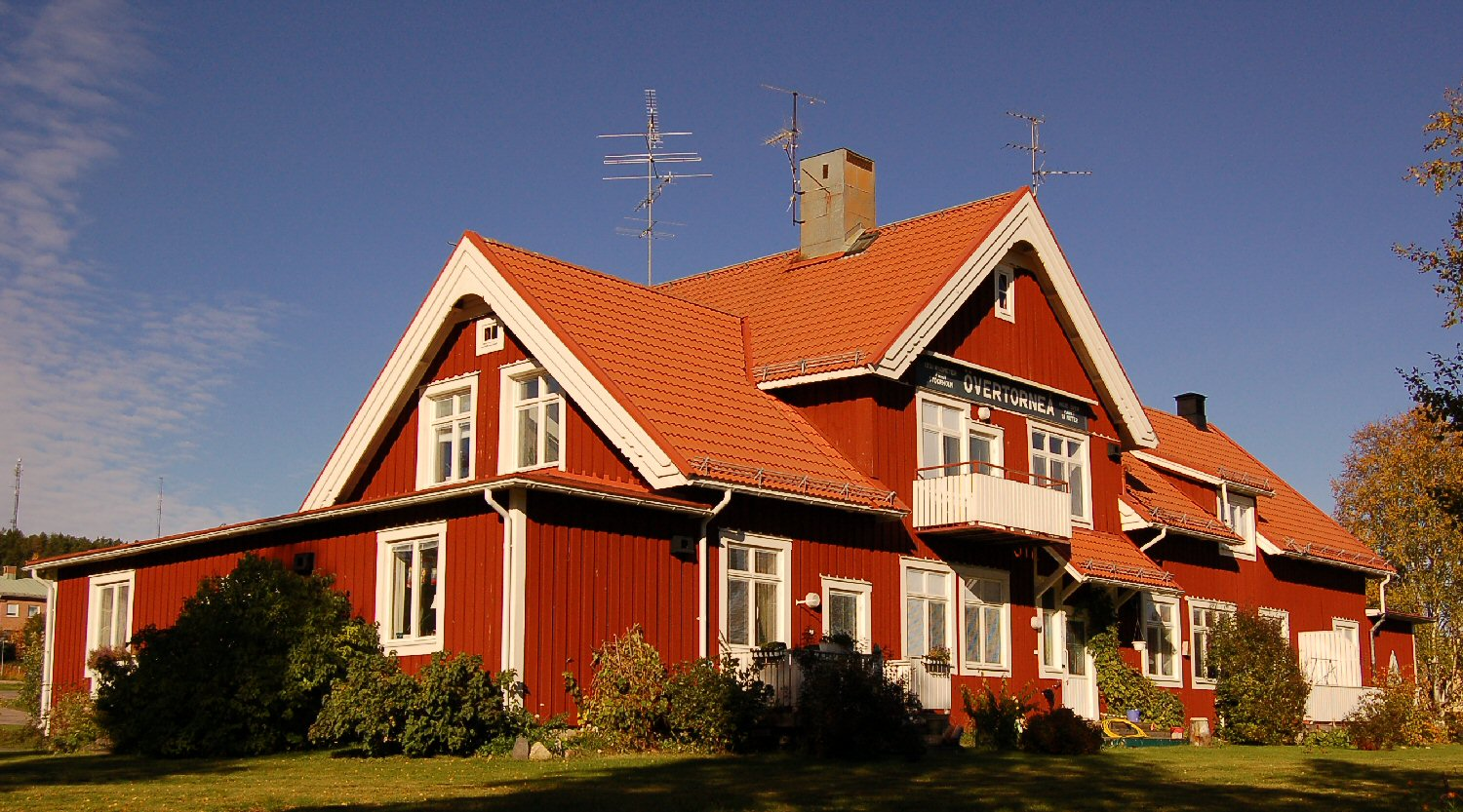
Залізнична станція.